# Сантьягу-да-Рибейра-де-Альяриш
Сантьягу-да-Рибейра-де-Альяриш (порт. Santiago da Ribeira de Alhariz)  —  район (фрегезия) в Португалии,  входит в округ Вила-Реал. Является составной частью муниципалитета  Валпасуш. По старому административному делению входил в провинцию Траз-уж-Монтиш и Алту-Дору. Входит в экономико-статистический  субрегион Алту-Траз-уш-Монтеш, который входит в Северный регион. Население составляет 835 человек на 2001 год. Занимает площадь 18,09 км².